# Carl Tanzler
Carl Tanzler (Dresden, 8 de fevereiro de 1877 — Condado de Pasco, 23 de julho de 1952) foi um radiologista teuto-estadunidense que desenvolveu uma obsessão mórbida por uma jovem paciente cubano-americana que sofria de tuberculose, Elena Milagro "Helen" de Hoyos (31 de julho de 1909 — 25 de outubro de 1931), que ele cuidou até ela sucumbir à doença. Em 1933, quase dois anos após sua morte, Tanzler removeu o corpo de Hoyos do túmulo e viveu com o cadáver em sua casa durante sete anos, até ser descoberto por familiares de Hoyos e autoridades em 1940.

## Juventude
Ele nasceu como Karl Tänzler ou Georg Karl Tänzler em 8 de fevereiro de 1877 em Dresden, na Alemanha. Por volta de 1920, ele se casou com Doris Anna Shafer (1889-1977) e foi registrado como "Georg Karl Tänzler" no certificado de casamento. Juntos, eles tiveram dois filhos: Ayesha Tanzler (1922-1998) e Crystal Tanzler (1924-1934), que morreu de difteria.
Tanzler cresceu na Alemanha. A seguinte "Nota Editorial", que acompanha a autobiografia "The Trial Bay Organ: A Product of Wit and Ingenuity" de "Carl von Cosel" no Rosicrucian Digest, de março e abril de 1939, fornece detalhes sobre sua permanência na Austrália antes e durante a Primeira Guerra Mundial e seu retorno à Alemanha após a guerra:
Muitos anos antes, Carl von Cosel viajou da Índia para a Austrália com a intenção de prosseguir para as Ilhas do Mar do Sul. Ele fez uma pausa na Austrália para colecionar equipamentos e barcos adequados e para se familiarizar com as condições meteorológicas e marinhas prevalecentes. No entanto, ele se interessou por trabalhos de engenharia e eletricidade, comprou uma propriedade, barcos, um órgão, uma ilha no Pacífico - de modo que ele ainda estava na Austrália após dez anos. Ele tinha acabado de começar a construir um avião trans-oceânico quando a guerra estourou e as autoridades militares britânicas o colocaram em um campo de concentração para "manter-se" junto com muitos oficiais da Índia e da China que eram prisioneiros de guerra. Mais tarde, ele foi removido para Trial Bay para uma prisão em formato de castelo nos penhascos e lá o trabalho nesta narrativa foi realizado. No final da guerra, nenhum prisioneiro foi autorizado a retornar à sua antiga residência, mas todos foram enviados para a troca do prisioneiros nos Países Baixos. Quando Carl von Cosel foi libertado, ele começou a encontrar sua mãe de quem ele não tinha visto desde o início da guerra. Encontrando-a segura, ele permaneceu com ela durante três anos, testemunhando o caos que se seguiu após a guerra. ... Finalmente, ela sugeriu que seu filho voltasse para sua irmã nos Estados Unidos...

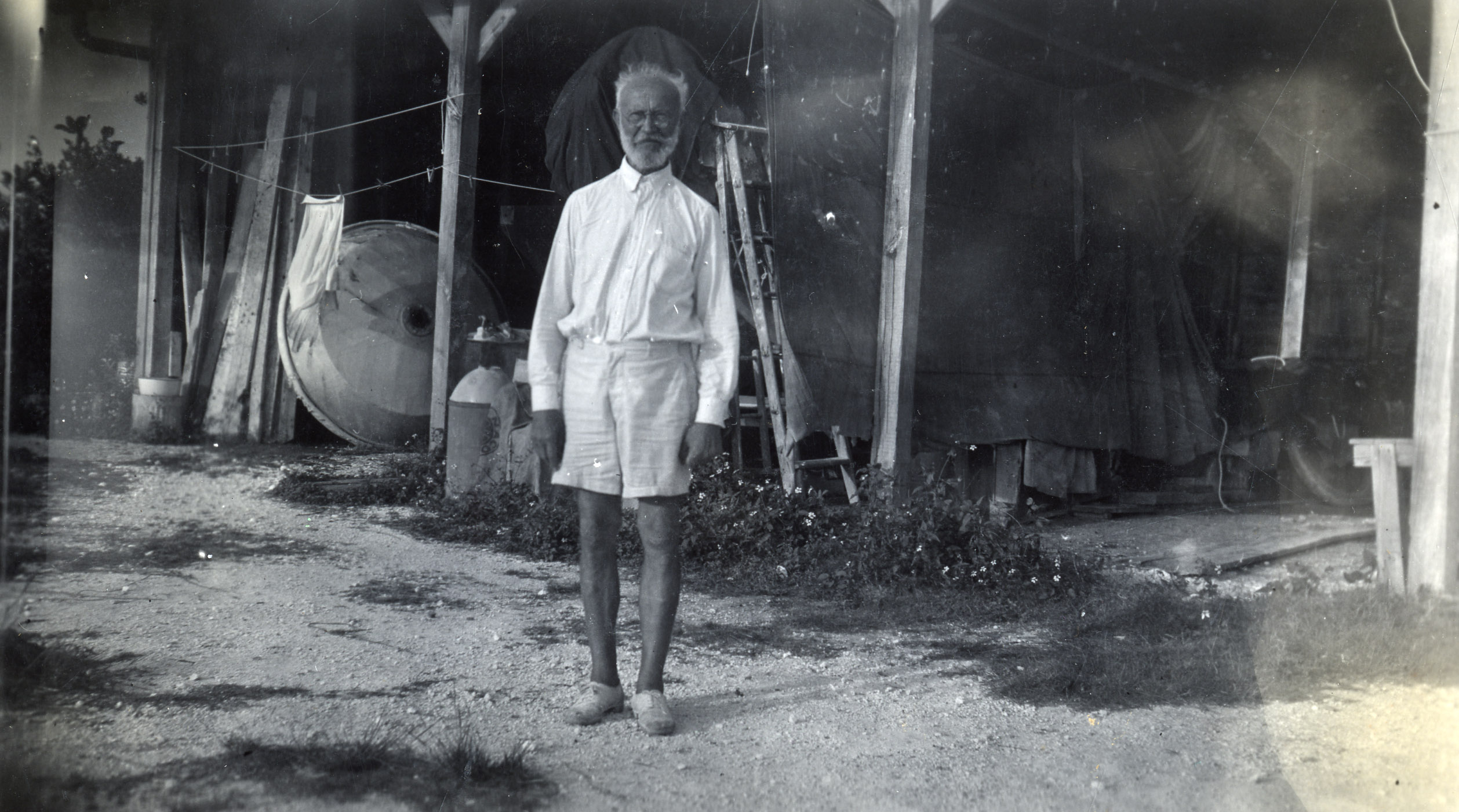
Carl Tanzler em frente a sua casa em 1940.

O relato de Tanzler sobre a baía de Trial Bay, seu prédio secreto em um barco à vela, etc., é confirmado pelo monge budista Nyanatiloka Mahathera, que menciona que planejou escapar da Gaol com o "Conde Carl von Cosel" em um barco à vela e forneceu outras informações sobre a internação dos alemães na Austrália durante a Primeira Guerra Mundial.
Tanzler emigrou para os Estados Unidos em 1926, navegando de Roterdã em 6 de fevereiro de 1926 para Havana, Cuba. De Cuba, ele se instalou em Zephyrhills, na Flórida, onde a sua irmã já havia emigrado e, depois, foi acompanhado por sua esposa e suas duas filhas. Deixando sua família para trás em Zephyrhills em 1927, ele trabalhou como tecnólogo em radiologia no Hospital da Marinha dos EUA em Key West, Flórida, sob o nome de "Carl von Cosel".
Durante sua infância na Alemanha e, mais tarde, enquanto viajava brevemente em Gênova, na Itália, Tanzler afirmou ter sido visitado por visões de um antepassado morto, a condessa Anna Constantia von Cosel, que revelou o rosto de seu verdadeiro amor para ele, uma mulher exótica de cabelos escuros.

## Maria Elena Milagro de Hoyos

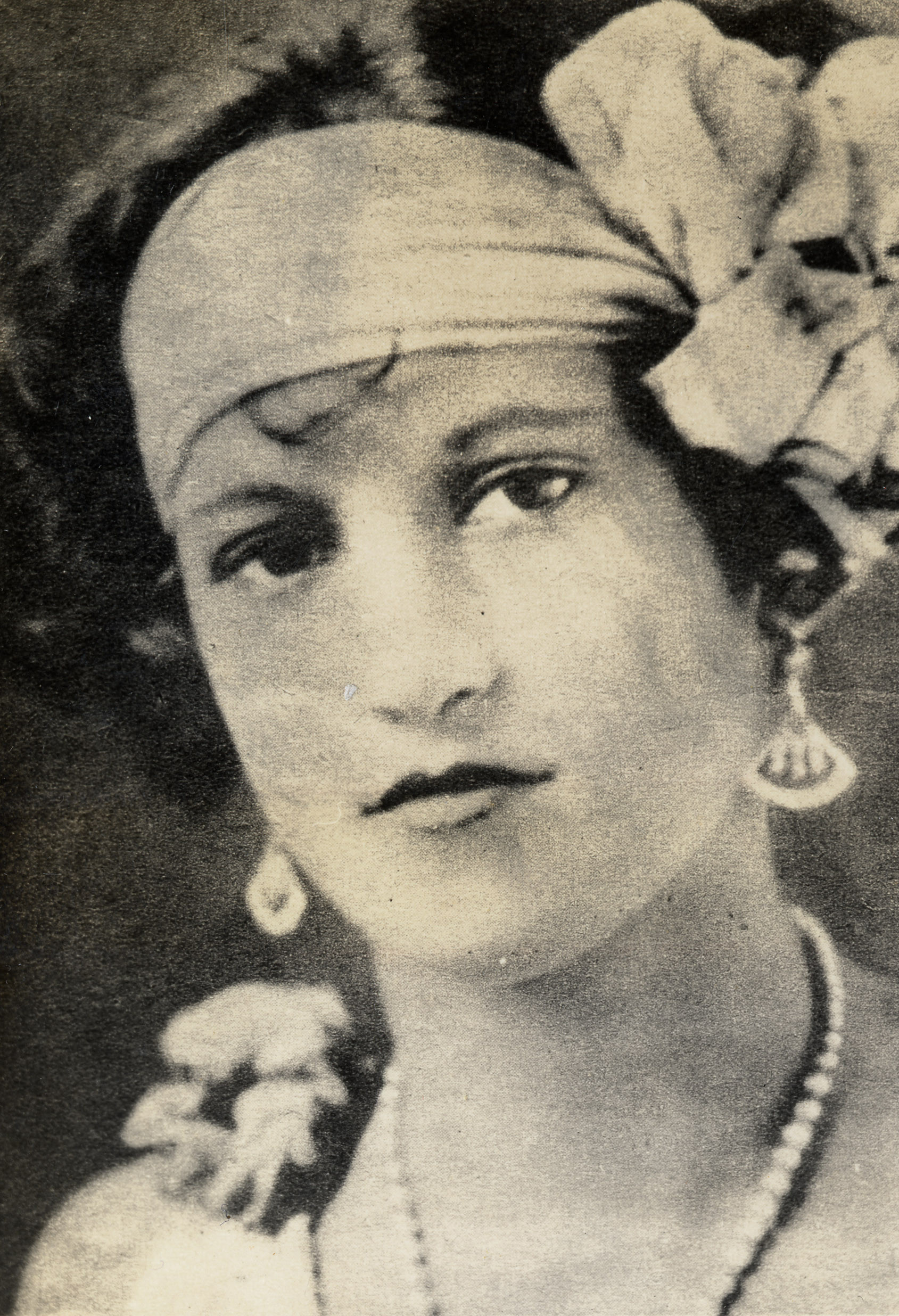
Maria Elena Milagro de Hoyos.

Em 22 de abril de 1930, enquanto trabalhava no Hospital Marítimo de Key West, Tanzler conheceu Maria Elena Milagro de Hoyos (1909-1931), uma mulher cubano-americana que havia sido levada ao hospital por sua mãe por uma exame. Tanzler imediatamente a reconheceu como a bela mulher de cabelos escuros que lhe tinha sido revelada em suas "visões" anteriores. Segundo relatos da época, Hoyos era vista como uma bela mulher em Key West.
Elena era filha do fabricante de charutos local Francisco "Pancho" Hoyos (1883-1934) e de Aurora Milagro (1881-1940). Ela tinha duas irmãs, Florinda "Nana" Milagro Hoyos (1906-1944), que se casou com Mario Medina (c.1905-1944) e também sucumbiu à tuberculose; e Celia Milagro Hoyos (1913-?). Medina, o marido de Nana, foi eletrocutado tentando resgatar um colega de trabalho que atingiu uma linha elétrica com sua grua em um canteiro de obras.
Em 18 de fevereiro de 1926, Hoyos se casou com Luis Mesa (1908-?), filho de Caridad e Isaac Mesa. Luis deixou Hoyos pouco depois dela ter abortado o filho do casal e se mudou para Miami. Hoyos estava legalmente casada com Mesa no momento de sua morte.
Hoyos foi diagnosticada com tuberculose, uma doença tipicamente fatal na época, que acabou cobrando a vida de quase toda a sua família. Tanzler, com seu autoproclamado conhecimento médico, tentou tratar e curar Hoyos com uma variedade de medicamentos, bem como equipamentos de raios-x e elétricos, que foram trazidos para a casa da família dela. Tanzler encheu Hoyos com presentes, como joias e roupas, e alegadamente professou seu amor por ela, mas nenhuma evidência surgiu para mostrar que seus sentimentos eram recíprocos.

## Obsessão
Apesar dos melhores esforços de Tanzler, Hoyos morreu de tuberculose na casa de seus pais em Key West em 25 de outubro de 1931. Tanzler pagou por seu funeral e, com a permissão de sua família, encomendou a construção de um mausoléu no Cemitério de Key West, o qual ele visitava quase todas as noites.

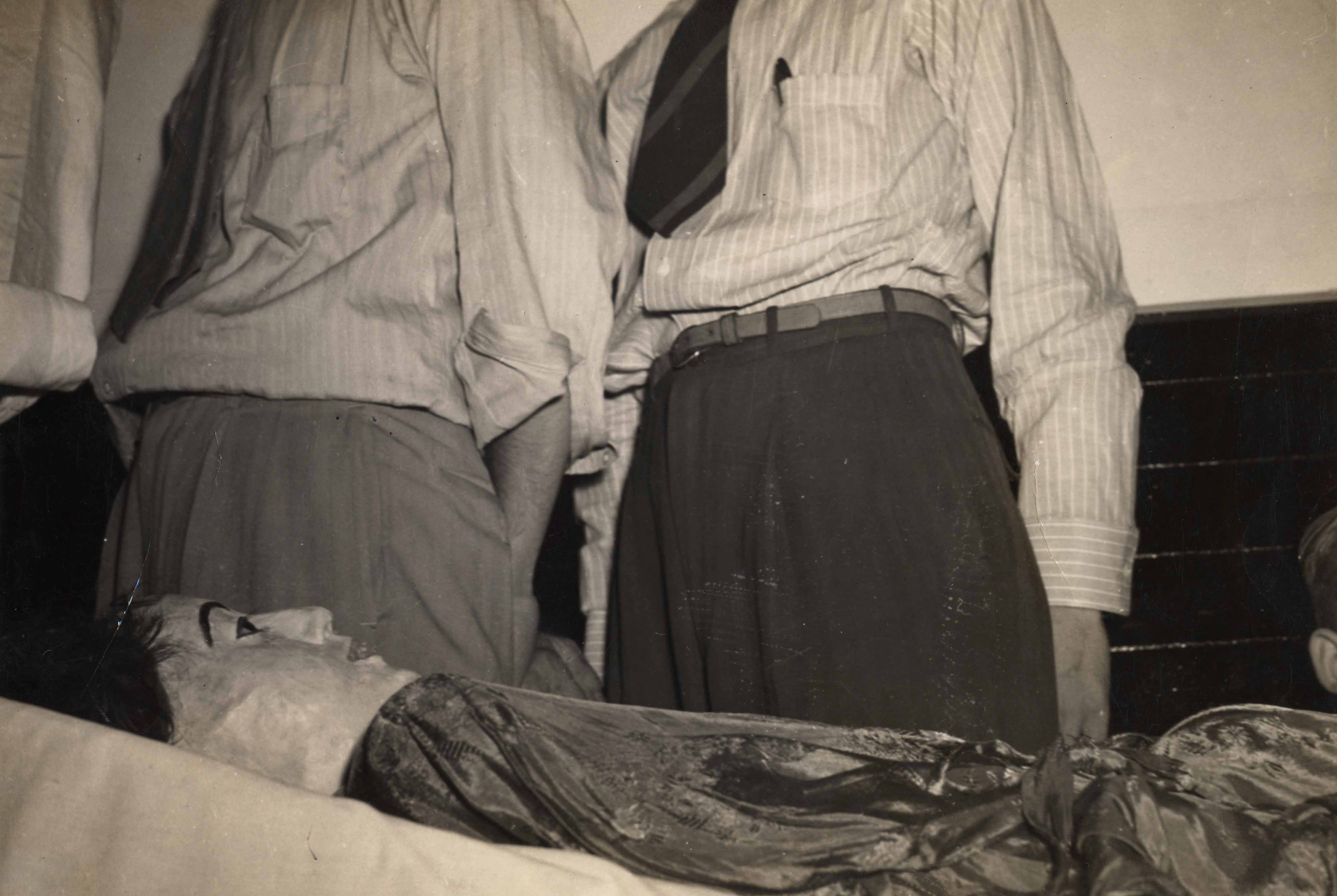
O cadáver de Maria Elena Milagro de Hoyos (1910-1931) envolto em cera e emplasto por volta de 1940.

Uma noite, em abril de 1933, Tanzler percorreu o cemitério onde Hoyos foi enterrada e tirou o corpo do mausoléu, carregando-o pelo cemitério em um carrinho de criança e transportando-o para sua casa. Ele teria dito que o espírito de Hoyos vinha até ele quando ele se sentava ao lado de seu túmulo e pedia que ele cantasse para o seu cadáver uma de suas músicas favoritas em espanhol. Ele também disse que Hoyos costumava dizer que ele deveria tirá-la do túmulo. Tanzler colocou os ossos do cadáver junto com cabides e casacos e encaixou o rosto com olhos de vidro. À medida que a pele do cadáver se decompôs, Tanzler substituiu-a por um pano de seda embebido em cera e emplastro de Paris. À medida que o cabelo caia do couro cabeludo em decomposição, Tanzler formou uma peruca com os cabelos de Hoyos que haviam sido recolhidos por sua mãe e dados a Tanzler pouco depois do enterro, em 1931. Tanzler encheu a cavidade abdominal e torácica do cadáver com trapos para manter a forma original da mulher, vestiu os restos de Hoyos com meias, joias e luvas e manteve o corpo na cama. Tanzler também usou quantidades abundantes de perfumes, desinfetantes e agentes de conservação para mascarar o odor e prevenir os efeitos da decomposição do cadáver.
Em outubro de 1940, a irmã de Hoyos, Florinda, ouviu rumores de que Tanzler estaria dormindo com o corpo desenterrado de sua irmã e confrontou o alemão em sua casa, quando o corpo de Hoyos foi finalmente descoberto. Florinda notificou as autoridades e ele foi preso. Tanzler passou por exames psiquiátricos e foi considerado mentalmente apto para ser julgado sob a acusação de "destruir de forma cruel e maliciosa uma sepultura e remover um corpo sem autorização". Após uma audiência preliminar em 9 de outubro de 1940 no Tribunal do Condado de Monroe em Key West, Tanzler foi obrigado a responder a acusação, mas o caso foi finalmente arquivado e ele foi liberado, já que o crime havia prescrito.
Pouco depois da descoberta do cadáver pelas autoridades, o corpo de Hoyos foi examinado por médicos e patologistas e colocado em exibição pública na Casa Funerária Dean-Lopez, onde foi visto por até 6.800 pessoas. O corpo de Hoyos foi finalmente devolvido ao Cemitério de Key West, onde os restos foram enterrados em uma sepultura não marcada, em um local secreto, para evitar novas adulterações.
Os fatos relacionados ao caso e a audiência preliminar despertaram muito interesse da mídia na época (principalmente do Key West Citizen e do Miami Herald) e criaram uma sensação entre o público, tanto a nível regional como nacional. O humor público geralmente simpatizava com Tanzler, que muitos consideravam um "romântico" excêntrico.
Embora não seja relatado contemporaneamente, a pesquisa (mais notavelmente pelos autores Harrison e Swicegood) revelou evidências da necrofilia no cadáver de Hoyos. Dois médicos (Dr. DePoo e Dr. Foraker) que participaram da autópsia dos restos de Hoyos feita em 1940 recordaram em 1972 que um tubo de papel havia sido inserido na área vaginal do cadáver, o que permitia relações sexuais. Outros afirmam que, uma vez que não foram apresentadas provas de necrofilia na audiência preliminar de 1940 e visto que a "prova" dos médicos surgiu apenas em 1972, mais de 30 anos após o caso ter sido concluído, a acusação de necrofilia é questionável. Embora não existam fotografias contemporâneas da autópsia ou fotografias tiradas na exibição pública que mostrem um tubo, a reivindicação de necrofilia foi repetida pelo programa de Autopsy da HBO em 2005.

## Final da vida e morte

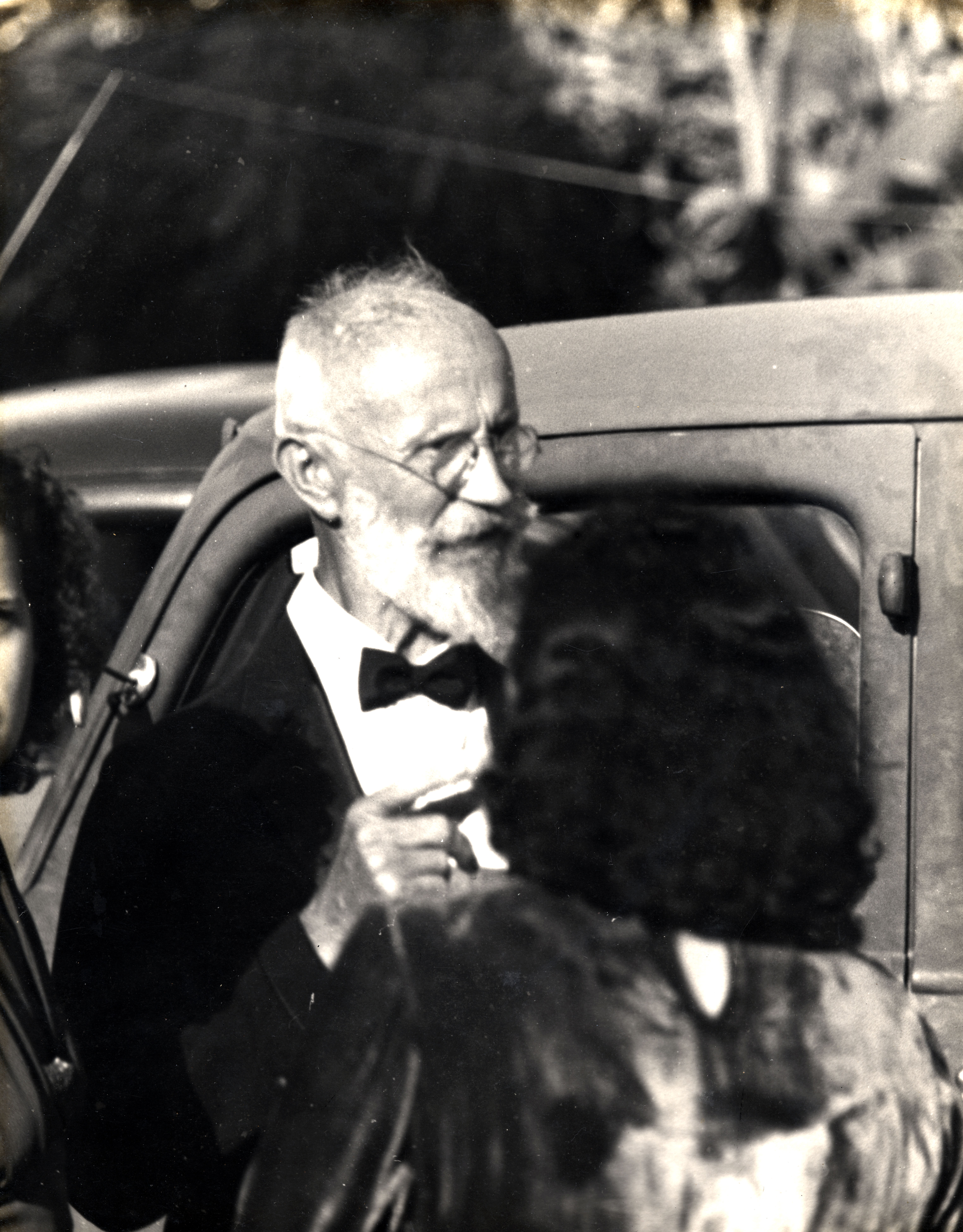
Tanzler em 1940.

Em 1944, Tanzler mudou-se para o Condado de Pasco, na Flórida, perto de Zephyrhills, onde escreveu uma autobiografia que apareceu na publicação Pulp, Fantastic Adventures, em 1947. Sua casa estava perto da de sua esposa, Doris, que aparentemente ajudou a apoiar Tanzler em seu anos posteriores. Tanzler recebeu a cidadania dos Estados Unidos em 1950 em Tampa.
Separado de sua obsessão, Tanzler usou uma máscara mortuária para criar uma efígie de tamanho real de Hoyos e morou com ela até sua morte, em 3 de julho de 1952. Seu corpo foi descoberto no chão de sua casa três semanas após sua morte. Ele morreu sob o nome de "Carl Tanzler".
Relatos dizem que Tanzler foi encontrado nos braços da efígie de Hoyos após a descoberta de seu cadáver, mas seu obituário informou que ele morreu no chão, atrás de um de seus órgãos. O obituário contou: "um cilindro de metal em uma prateleira acima de uma mesa envolvida em pano de seda e um manto era uma imagem de cera".
Foi descrito (mais notavelmente por Swicegood) que Tanzler trocou os corpos (ou que os restos de Hoyos foram secretamente devolvidos a ele) e que ele morreu com o corpo real de Hoyos.